# Gisela
Gisela är ett tyskt kvinnonamn och en kortform av andra namn som börjar på Gisel- (exempelvis Giseltrud) som betyder stråle, pil. Det äldsta belägget i Sverige är från år 1729.
Den franska formen av namnet är Giselle. En gammal svensk maskulin form av namnet var Gisle. Det motsvarande feminina formen var Gisla.
Namnet var populärt bland adeln i Tyskland under medeltiden och började användas i Sverige på 1700-talet. Allmänt förekommande blev det dock först under senare halvan av 1900-talet. Det senaste decenniet har namnet minskat något i popularitet.[källa behövs]
Den 31 december 2014 fanns det totalt 2 605 kvinnor folkbokförda i Sverige med namnet Gisela, varav 1 535 bar det som tilltalsnamn. Motsvarande siffror för Giselle var 110 respektive 73.
Namnsdag: 4 september (sedan 1993, 1986–92 var det 7 september).

## Personer med namnet Gisela

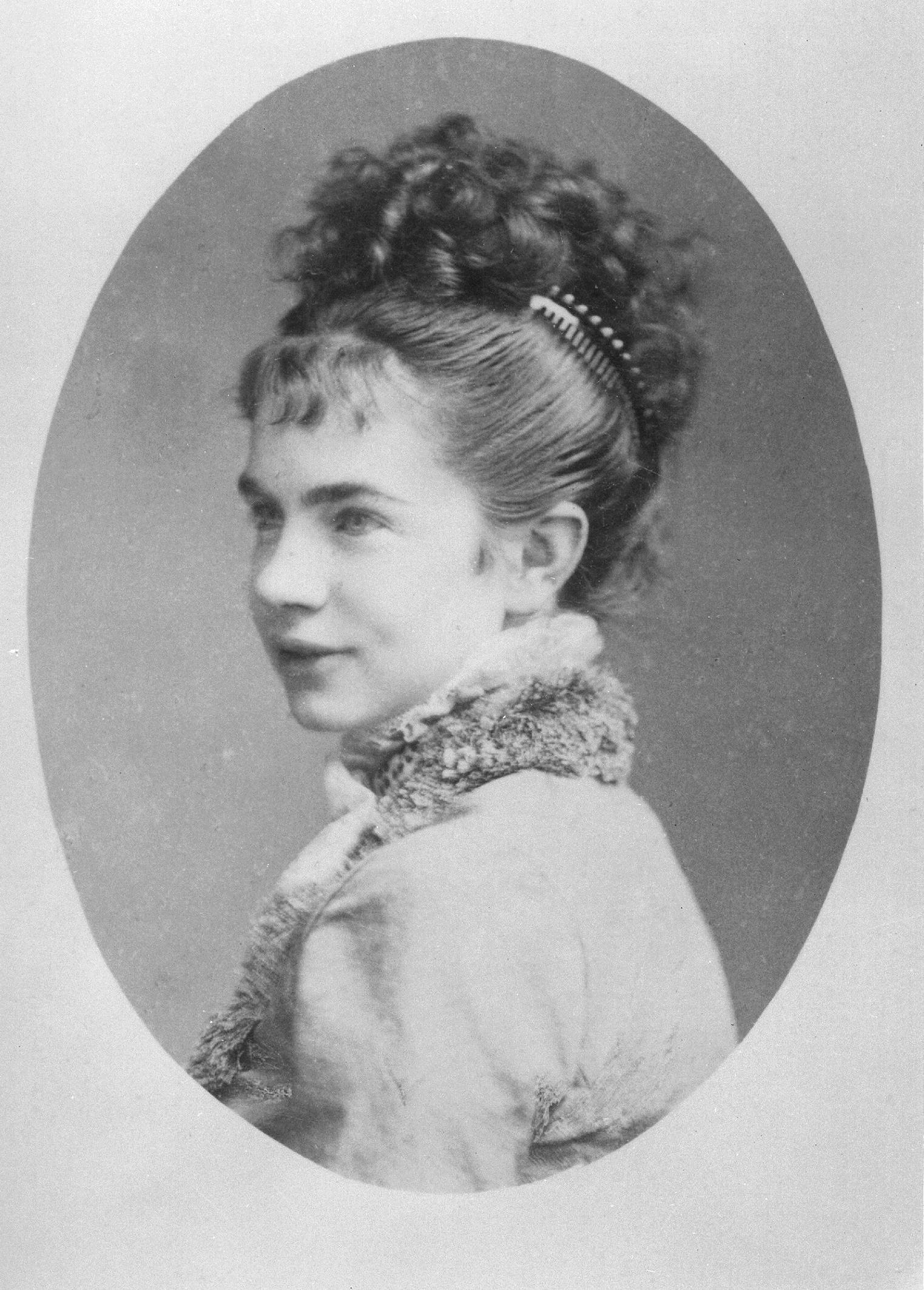
Gisela av Österrike

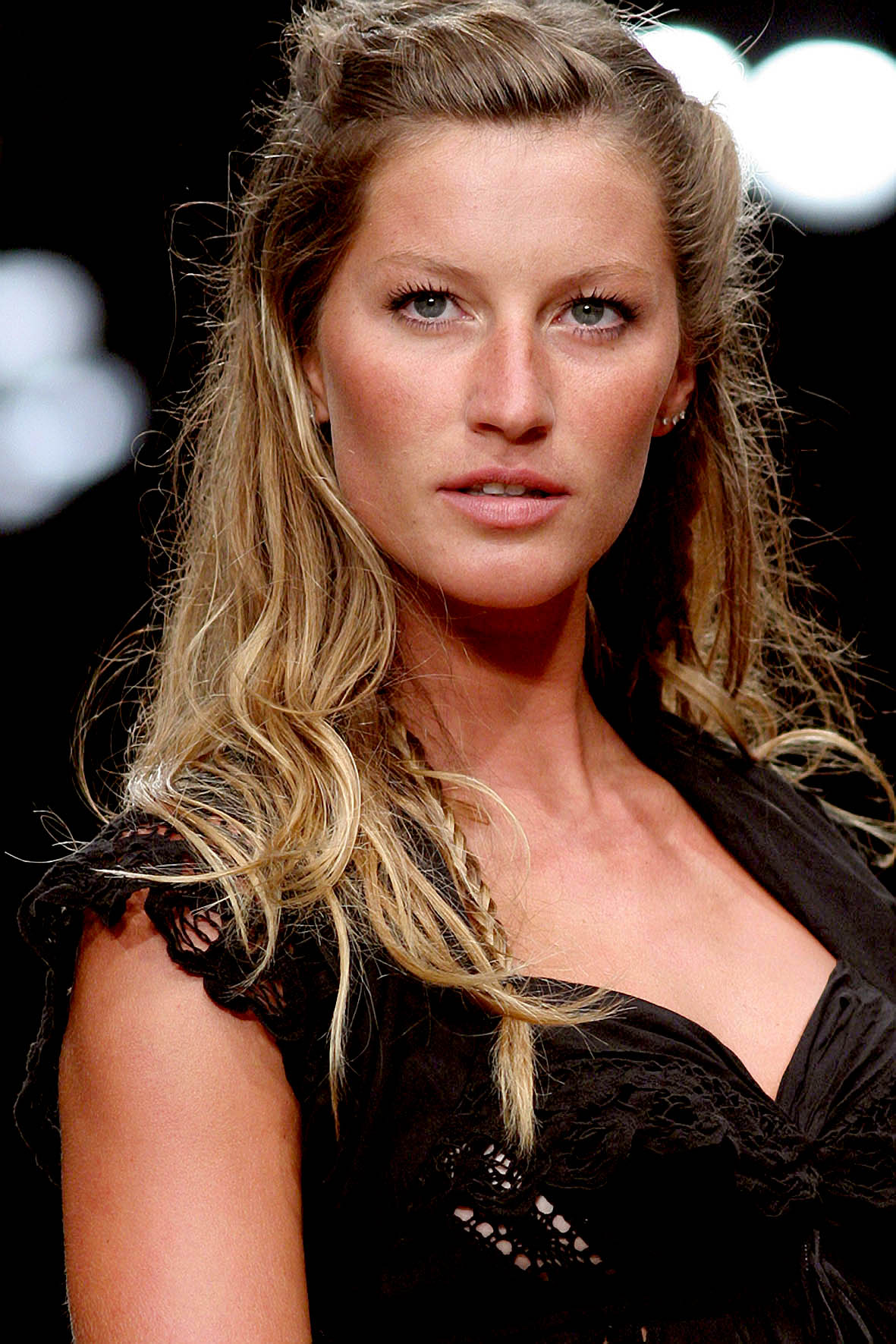
Gisele Bündchen

- Gisela (757–810), frankisk prinsessa och abbedissa
- Gisela (frankisk prinsessa)
- Gisela av Bayern, katolskt helgon, ungersk drottning, hustru till Stefan I av Ungern
- Gisela av Burgund, fransk prinsessa
- Gisela av Frankrike, hertiginna av Normandie
- Gisela av Schwaben, tysk-romersk kejsarinna, hustru till Konrad II
- Gisela av Österrike, ärkehertiginna av Österrike och prinsessa av Bayern, dotter till kejsar Frans Josef av Österrike
- Gisela Andersson, svensk författare
- Gisela von Arnim, tysk författare
- Gisela Birkemeyer, tysk friidrottare
- Gisela Brož, österrikisk cirkusartist
- Gisela Dulko, argentinsk tennisspelare
- Gisela Fleischer, svensk konstnär
- Gisela Grothaus, tysk kanotist
- Gisela Hahn, tysk skådespelerska
- Gisela Håkansson, svensk lingvist
- Gisela Lladó Cánovas, spansk sångerska
- Gisela Lorinser, österrikisk författare och tonsättare
- Gisela Mauermayer, tysk friidrottare
- Gisela May, tysk skådespelare och sångerska
- Gisela Stille, svensk operasångerska
- Gisela Trapp, svensk konstnär

## Personer med namnet Giselle/Gisele
- Gisele, prinsessa av Frankerriket, frankisk prinsessa
- Gisele Bündchen, brasiliansk modell och skådespelare
- Gisèle Freund, tysk-fransk fotograf
- Gisele Marvin, amerikansk ishockeyspelare
- Giselle Potter, amerikansk författare och illustratör